# وسيم أبو سل
وسيم محمد يوسف أبو سل (14 يونيو 2004-) هو ملاكم فلسطيني في وزن الريشة. مواليد رام الله. بدأ ممارسة الملاكمة بعمر الثانية عشرة بتشجيع من والده. في عام 2022 تنافس في فئة وزن الريشة في دورة الألعاب الآسيوية في الصين وحصل على المركز التاسع، وشارك في بطولة العالم للملاكمة في أوزبكستان عام 2023. حازعلى الميدالية البرونزية في دورة الألعاب العربية بالجزائر عام 2023. حصل على دعوة لتمثيل فلسطين في دورة الألعاب الأولمبية الصيفية 2024 في باريس، ليصبح أول ملاكم فلسطيني يتنافس في حدث أولمبي. تم إقصاؤه خلال دور الـ 32 بعد خسارته أمام السويدي نبيل إبراهيم. وكان حامل العلم الأولمبي لفلسطين إلى جانب السباحة فاليري تارازي.

## تدريبه
رحب وسيم أبوسل بقرار اللجنة الأولمبية الدولية لدعوته إلى دورة الألعاب الأولمبية 2024، حيث أعرب مدربوه عن أسفهم للعقبات التي فرضها الاحتلال الإسرائيلي على فلسطين بسبب الحرب الفلسطينية الإسرائيلية 2023. وقال مدربه الرئيسي أحمد حرارة المقيم في القاهرة، والذي يتابع تدريبات أبو سل عبرالهاتف بسبب عدم القدرة على السفر إلى الضفة الغربية بهوية غزة، وبسبب القيود على جواز السفر الفلسطيني لا يتمكن أبوسل من الإلتقاء بانتظام بشركاء ملاكمة من نفس وزنه وحضور جميع البطولات في فلسطين وخارجها، حيث يبلغ وزن الملاكم الآخر الوحيد في رام الله 71 كيلوغرام وهو ما لا يتناسب مع وزن أبو سل ذو 57 كيلو غرام.